# Roger Tallroth
Kurt Stefan Roger Tallroth, noto anche come Tallis (Heby, 28 agosto 1960), è un lottatore svedese, specializzato nella lotta greco-romana.

## Biografia
Rappresentò la Svezia ai Giochi olimpici estivi di Los Angeles 1984, dove vinse la medaglia d'argento nel torneo dei 74 kg, a seguito della sconfitta contro il finlandese Jouko Salomäki in finale.

## Palmarès
| Anno | Manifestazione            | Sede             | Evento | Risultato | Note |
| ---- | ------------------------- | ---------------- | ------ | --------- | ---- |
| 1977 | Campionati nordici junior | Nykøbing Falster | 44 kg  | Oro       |      |
| 1978 | Campionati nordici        | Haparanda        | 57 kg  | Argento   |      |
| 1978 | Campionati nordici junior | Torp             | 57 kg  | Oro       |      |
| 1979 | Mondiali junior           | Haparanda        | 62 kg  | Bronzo    |      |
| 1980 | Campionati nordici junior | Malmö            | 74 kg  | Oro       |      |
| 1980 | Europei junior            | Bursa            | 74 kg  | 6º        |      |
| 1981 | Mondiali                  | Oslo             | 74 kg  | 4º        |      |
| 1982 | Europei                   | Varna            | 74 kg  | Argento   |      |
| 1982 | Campionati nordici        | Göteborg         | 74 kg  | Argento   |      |
| 1983 | Campionati nordici        | Næstved          | 74 kg  | Oro       |      |
| 1983 | Mondiali                  | Kiev             | 74 kg  | 5º        |      |
| 1984 | Europei                   | Jönköping        | 74 kg  | Oro       |      |
| 1984 | Giochi olimpici           | Los Angeles      | 74 kg  | Argento   |      |
| 1985 | Campionati nordici        | Tampere          | 74 kg  | Oro       |      |
| 1985 | Europei                   | Lipsia           | 74 kg  | 6º        |      |
| 1986 | Campionati nordici        | Varberg          | 74 kg  | Oro       |      |
| 1986 | Europei                   | Il Pireo         | 74 kg  | Argento   |      |
| 1986 | Mondiali                  | Budapest         | 74 kg  | 5º        |      |
| 1987 | Campionati nordici        | Sønderborg       | 74 kg  | Oro       |      |
| 1987 | Europei                   | Tampere          | 74 kg  | 4º        |      |
| 1987 | Mondiali                  | Clermont-Ferrand | 74 kg  | 9º        |      |